# Ро’о-и-Те-Хиропои
Ро’о-и-Те-Хиропои (таит. Ro’o-i-Te-Hiripoi, фр. Ro’o-i-Te-Hiripoi) — в полинезийской мифологии бог плодородия и культивируемых растений, покровитель сельского хозяйства. Также бог заклинаний. Молитва Ро’о направлена на излечение различных болезней и травм, изгоняя демонов.

## Легенда
По представлениям полинезийцев Ро’о-и-Те-Хиропои был сыном небесного бога Атеа и богини рассвета Атануа. Он покровительствовал сельскому хозяйству. Также он был богом-молитвенником, заклинания которого были направлены на изгнание болезней, исцеление больных и раненых, изгнание злых духов. Данных про культ сохранилось мало. Известно, что он был наиболее распространен на Островах Общества, его центром был остров Таити.
Мы находим Ро’о-и-Те-Хиропои под другими именами в мифологии других полинезийских народов: бога плодородия Ронго в мифологии маори, бога изобилия, сельского хозяйства, дождей и музыки Лоно в гавайской мифологии.

## Имена
Ро’о-и-Те-Хиропои имел множество имён таит. Ro’o-i-te-hiripoi, Ro’o-in-distress; Ro’o-aninia, Ro’o-in-dizziness, Ro’o-tuiaroha, Ro’o-in-faintness, Ro’o-i-te-mohimohi, Ro’o-in-dimness, Ro’o-te-hamama, Ro’o-in-gaping и множество других.